# 尊嚴健康體育公園
尊嚴健康體育公園（Dignity Health Sports Park），舊名家得宝中心球场（The Home Depot Center） 與 Stubhub中心（StubHub Center），是一座位於加利福尼亞州卡森加州州立大學多明格斯山分校校區的綜合體育園區。本園區由擁有27,000個座位的尊嚴健康體育公園足球場、尊嚴健康體育公園網球場、田徑場和VELO體育中心自由車館組成。
主要作为洛杉矶银河和美国芝华士的主场，由尊嚴健康公司冠名赞助。

## 歷史和設施
起初於2003年以家得寶中心為名啟用，2013年6月1日更名 StubHub中心。在尊嚴健康簽署新的冠名權協議後，於2019年1月1日更名為尊嚴健康體育公園。
擁有27,00 個座位的主體育場是美國職業足球大聯盟時代第二座專為足球設計的體育場。當場館於2003年6月作為洛杉磯銀河的新主場啟用時，舉辦了一系列特別活動以示慶祝。

## 其他體育

### 2028年夏季奧運
2028年夏季奧林匹克運動會期間，本體育場將承辦七人制橄欖球、網球、現代五項、曲棍球和場地自由車等項目賽事。

## 重要节目
- 2003年女子世界杯足球賽
- 美国足球大联盟杯決賽（2003年，2004年，2008年）
- 泛太平洋锦标赛（2009年）
- X Games